# Kanyabwanda
Kanyabwanda är ett periodiskt vattendrag i Burundi.   Det ligger i provinsen Cankuzo, i den östra delen av landet, 150 kilometer öster om huvudstaden Bujumbura.
I omgivningarna runt Kanyabwanda växer huvudsakligen savannskog. Runt Kanyabwanda är det ganska tätbefolkat, med 78 invånare per kvadratkilometer.